# Super KÖZÉRT Rt.
A Super KÖZÉRT Rt. (teljes nevén Super KÖZÉRT Kereskedelmi, Szolgáltató Részvénytársaság) egy magyarországi kiskereskedelmi üzletlánc volt. 1991-ben alakult meg. 1998-ban a SPAR (Magyarország) vette át az üzleteit.

## Története
1991. december 31-én alapították. Az izraeli Super Sol társaság 1994 nyarán, a Budapest Közért Vállalat 24 tagú üzletláncának privatizációjánál szállt be a magyar élelmiszer-kiskereskedelembe.
A Spar Magyarország Kereskedelmi Kft. 1997. végén megvásárolta a Super Közért Rt. bolthálózatát. A hosszú ideig tartó tárgyalássorozat – a Spar eredeti, részleges portfoliószerzési szándékaitól eltérő módon – a teljes részvénycsomag, azaz a 27 egységből álló üzletlánc megvásárlásával végződött. A valóságos egyesülésre a Gazdasági Versenyhivatal hozzájárulásával kerülhetett sor. Utolsó létszámadata 1100 fő volt (1997. január 1.)

## Székhelye
1126 Budapest, Böszörményi út 20-22.